# سهره زرد نوک‌کلفت
سهره زرد نوک‌کلفت (نام علمی: Spinus crassirostris) گونه‌ای سهره از خانواده سهرگان راستین است که زیستگاه‌های طبیعی آن در آرژانتین، بولیوی، شیلی و پرو یافت می‌شود و زیستگاه‌های طبیعی آن جنگل‌های کوهستانی نمناک نیمه‌گرمسیری یا گرمسیری و بوته‌زارهای نیمه‌گرمسیری یا گرمسیری با ارتفاع زیاد است.